# Luis Correa Prieto
Luis Correa Prieto (Santiago, 3 de enero de 1910-Ibíd, 18 de enero de 1996) fue un comerciante, agricultor y político chileno, que se desempeñó como ministro de Economía y Comercio de su país, durante el segundo gobierno del presidente Carlos Ibáñez del Campo entre 1957 y 1958.

## Familia y estudios
Nació en Santiago de Chile el 3 de enero de 1910, siendo uno de los siete hijos del matrimonio conformado por Rebeca Prieto Torres y el agricultor Luis Correa Vergara, quien fuera ministro de Agricultura durante la vicepresidencia de Luis Barros Borgoño. Realizó sus estudios primarios y secundarios en el Liceo Alemán de Santiago (1918-1926) y en Instituto Nacional General José Miguel Carrera (1926-1928). Continuó los superiores en la carrera de derecho de la Pontificia Universidad Católica (PUC), de la cual solamente cursó dos años.
Se casó en Santiago el 4 de junio de 1938 con Carmen Espínola Sanfuentes, con quien tuvo cuatro hijos: Jorge Alfonso, Gustavo, Rebeca y Carmen.

## Carrera profesional
Inició sus actividad laboral en el sector agrícola, instaurando en 1924 la «Sociedad Comercial Andes», un establecimiento clasificador y purificador de semillas, en sociedad con su padre, Luis. En la comuna de Los Andes fue propietario de sesenta hectáreas. Además, trabajó como corredor de frutos del país, y se dedicó a las actividades comerciales, siendo exportador y vicepresidente de la Asociación de Exportadores de Chile y presidente de la Cámara de Comerciantes de Frutos del País. Debido a su trayectoria gremial obtuvo varios premios.
Sin afiliación política, con ocasión del último año de la segunda administración del presidente Carlos Ibáñez del Campo, el 28 de octubre de 1957, fue nombrado como titular del Ministerio de Economía, cargo que ejerció hasta el final del gobierno el 3 de noviembre de 1958. De manera simultánea, entre los días 19 y 30 de septiembre de ese año, actuó como ministro de Relaciones Exteriores, en calidad de subrogante.
Posteriormente, en 1968, asumió como presidente de la Cámara de Comercio de Santiago. Entre otras actividades, fue socio del Club de La Unión, del Club de Golf "Los Leones", del Club de Golf "Santo Domingo" y del Rotary Club. Falleció en Santiago el 18 de enero de 1996, a los 86 años. A modo de homenaje, se renombró un establecimiento educacional como "Liceo Comercial Luis Correa Prieto", fundado en la década de 1960 y ubicado en la comuna santiaguina de Recoleta.

## Obras escritas
Fue autor de las siguientes obras:
- Economía y política. Aspectos negativos de la intervención económica; fracaso de una experiencia (1955).[2]
- El presidente Ibáñez: la política y los políticos (1962).[5]
- Análisis de nuestros términos de intercambio (1963).[2]
- Nuestra economía y sus riquezas (1963).[2]